# Abbaye Saint-Louis-du-Temple de Vauhallan
L’abbaye Saint-Louis-du-Temple, dite abbaye de Limon, est un monastère de moniales bénédictines de la congrégation de Subiaco, située dans la commune française de Vauhallan et le département de l'Essonne.

## Localisation
| \| Localisation de l'abbaye Saint-Louis-du-Temple dans l'Essonne. · Abbaye Saint-Louis-du-Temple \| Localisation de l'abbaye Saint-Louis-du-Temple dans l'Essonne. |
| Localisation de l'abbaye Saint-Louis-du-Temple dans l'Essonne. · Abbaye Saint-Louis-du-Temple                                                                      |

L'abbaye bénédictine de Saint-Louis-du-Temple se trouve dans le territoire de la commune de Vauhallan dans le département de l'Essonne.

L'abbaye est un jalon et une étape possible sur l'un des chemins de la via Turonensis menant à Saint-Jacques-de-Compostelle.

## Historique
Ce monastère a été construit entre 1950 et 1957, date de la dédicace de l'église, mais il est l'héritier d'une longue histoire. Dans un passé récent, il a pris la suite du couvent des bénédictines de la rue Monsieur qui était très connu et a joué un rôle important dans la vie chrétienne et monastique de Paris et de la France tout entière, de même que dans la vie artistique et littéraire. 
Le prieuré des « bénédictines du Saint-Sacrement » avait été fondé en 1816 par la princesse Louise-Adélaïde de Bourbon-Condé — en religion, Mère Marie-Josèphe de la Miséricorde — à son retour d'exil. Le roi Louis XVIII fit don au nouveau prieuré du domaine du Temple. D'abord installée au Temple — dont est issu le nom de l'abbaye —, la communauté est expulsée en 1848 et s'installe dans l'hôtel particulier du 20 de la rue Monsieur. Après la loi de séparation puis la Première Guerre mondiale, la communauté est expulsée de la rue Monsieur. Élevée au rang d'abbaye en 1932, la communauté s'installe provisoirement à Meudon, puis se fixe définitivement à Vauhallan au hameau de Limon en 1951.
La marquise Melchior de Vogüé, née Geneviève Brincard (petite-fille du banquier Henri Germain), y est entrée alors que son époux entrait de son côté à l'abbaye de la Pierre-Qui-Vire en 1955. Cette double entrée dans les Ordres d'un ménage déjà grands-parents, avec dispense du Saint-Siège, fit la Une des médias de l'époque.
En 1967, l'abbaye a donné naissance à l’abbaye Notre-Dame-de-Fidélité de Jouques.

## Construction

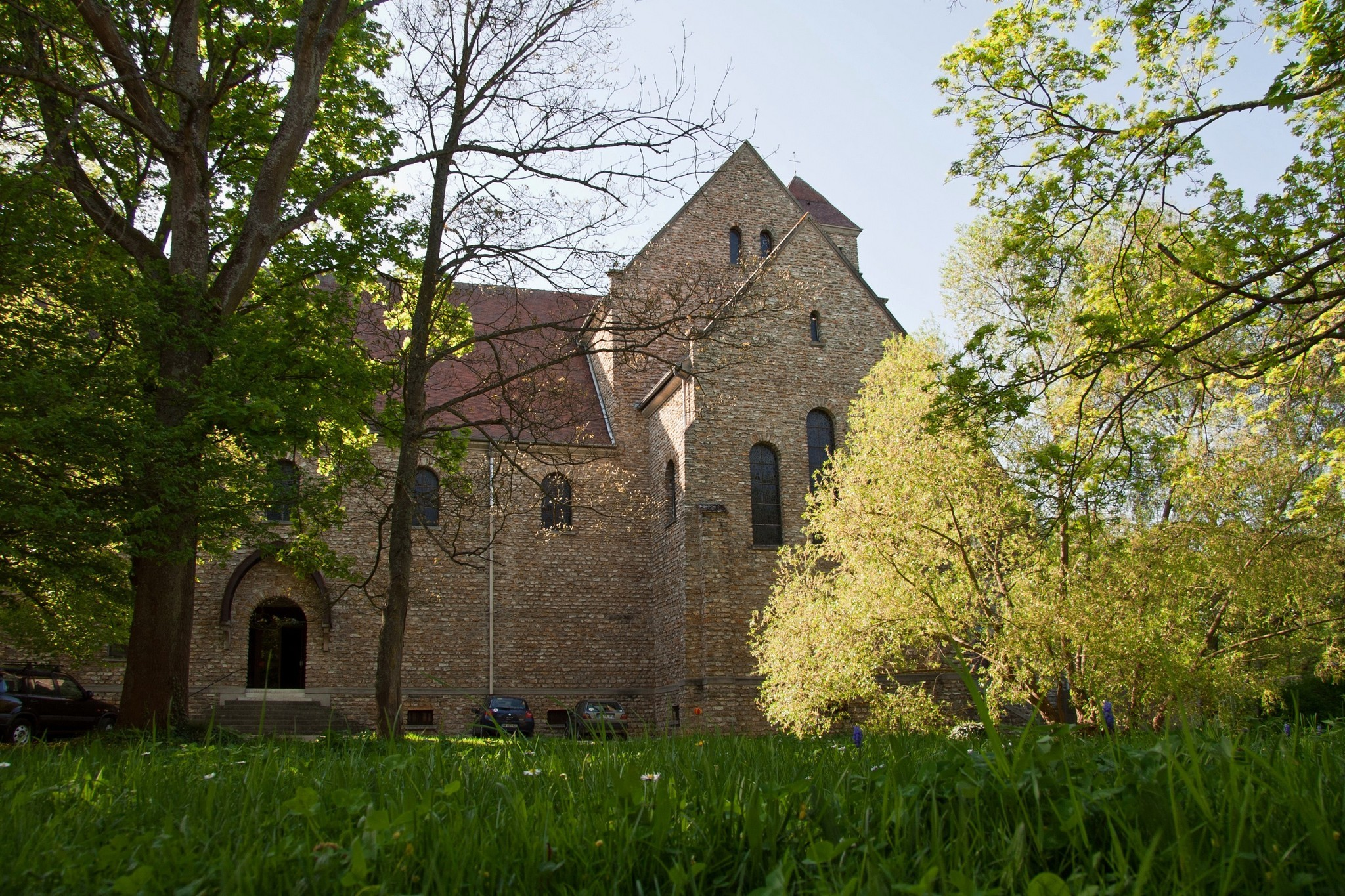
Abbatiale.

### Le bâtiment
Dès 1931, une propriété est achetée à Limon, alors région agricole. Les travaux de construction ne peuvent commencer, faute d'argent, et la Seconde Guerre mondiale retarde encore les opérations. Ce n'est qu'en 1944 que les plans sont finalisés. La ferme incendiée est reconstruite. Fin 1949, le chantier débute. La première pierre est posée le 10 juin 1950 par Angelo Roncalli, futur pape Jean XXIII, alors nonce apostolique en France. Une première série de bâtiments est habitable en 1952 et la communauté quitte alors Meudon pour Limon. Les travaux continuent pour achever la construction du couvent, pour laquelle de nombreux bénévoles apportent leur concours.
Le plan de l'abbaye s'organise autour d'un cloître rectangulaire. On trouve au rez-de-chaussée la « porterie », les parloirs, la chapelle extérieure, le chœur, la salle du chapitre, la salle de communauté, le réfectoire, la cuisine, la « cellerie ». Au-dessus, un ou deux étages renferment les cellules des moniales, la bibliothèque et le noviciat. Les bâtiments sont construits en pierre, l'architecture est très classique.
Alexandre Renard, alors évêque de Versailles, procède à la dédicace de l'église abbatiale à la fin de 1957.

### Les vitraux
Cette église contient des vitraux à l'initiative d'une des religieuses, Geneviève Gallois, qui les a dessinés et a pu les réaliser dans un atelier aménagé à cet effet dans l'abbaye. Il s'agit d'un ensemble important, qui illustre et commente successivement les grandes heures de la vie de la Bible et d'un certain nombre de versets des psaumes et de l'évangile.

## Les années 2000
Les bénédictines ont tenu à se rattacher aux traditions du monastère par le réemploi de certains des éléments des installations précédentes, notamment l'ancien château de Limon, transformé en maison d'accueil pour personnes âgées à demeure et pour hôtes de passage. Les communs et les dépendances ont été aménagés. 
Les activités agricoles se sont réduites, l'imprimerie a été fermée. Mais différents ateliers subsistent ou ont été créés : l'abbaye propose dans son magasin des produits artisanaux provenant des couvents bénédictins ; elle est renommée pour son atelier de reliure, en particulier pour la rénovation de reliures anciennes.
L’abbaye possède deux musées. L’un concerne la fondatrice de l'ordre : Louise-Adélaïde de Bourbon-Condé, fille de Louis V Joseph de Bourbon-Condé, membre de la famille de Louis XVI et Marie-Antoinette. Des souvenirs du roi et de la reine y sont rassemblés. L'autre est dédié à Geneviève Gallois qui entre autres œuvres dessina et réalisa les vitraux de l'église abbatiale. 
L'insertion des bénédictines dans la vie locale s'est poursuivie par l'ouverture d'un dispensaire, géré par les oblates infirmières diplômées, fermé dans les années 1990, par la participation à la vie chrétienne d'alentour, tout en pratiquant l'accueil des retraitants et pèlerins, ainsi que la vie de prière et d'étude traditionnelle dans l'ordre de Saint-Benoît.
Fin 2008, la communauté comptait 43 moniales.

## Personnalités liées à l’Abbaye
- Carmen Bernos de Gasztold
- Geneviève Gallois

## Pour approfondir